# レイ・セフォー
レイ・セフォー（Ray Sefo、1971年2月15日 - ）は、ニュージーランドの元格闘家で、現在は総合格闘技団体PFLの社長、またエクストリーム・クートゥアでトレーナーも務めている。オークランド出身。レイ・セフォー・ファイトアカデミー、エクストリーム・クートゥア所属。

## 概要
「南海の黒豹」の異名を持つ。また、シュガー・レイ・レナードに憧れていた影響から海外では「Sugarfoot（シュガーフット）」との異名も持つ。
入場時には曲のリズムに乗って観客を煽りながら入場し、試合では笑顔を見せながら得意技のブーメランフックを武器にノーガードで打ち合うなど、観客を沸かせる戦い方を重視したファイター。特にマーク・ハント戦で両者ともにノーガードで殴り合った試合は有名である。
2012年には自らが社長を務める総合格闘技団体World Series of Fighting（PFL）をアメリカで旗揚げし、プロモーターとしても成功を収めている。

## 来歴
サモア系移民の家庭のもとでニュージーランドに生まれ、小さいころはカンフーを習っていた。その後、伝説のボクサーシュガー・レイ・レナードに憧れ、ボクシングを始める。18歳の頃には既にプロボクサーとしてリングに上がっていた。
1996年12月8日、K-1 HERCULES '96にてK-1デビュー。アーネスト・ホーストにローキックで4RTKO負け。キックボクシング初の敗戦となった。
1997年4月29日、K-1 BRAVES '97でジェロム・レ・バンナと対戦。しかしバンナは怪我で精彩を欠いていたこともあり、バンナに先制のダウンを奪われるも、直後にブーメランフックで失神させKO勝ち。
1998年4月9日、K-1 KINGS '98でフランシスコ・フィリォと対戦。ノーガード戦法を初披露するなどトリッキーな動きを見せたが、5R判定1-1で引き分け。
1998年5月24日、K-1 BRAVES '98でマット・スケルトンと対戦。右脛負傷により2RTKO負け。
1998年9月27日、K-1 GRAND PRIX '98 開幕戦のGP1回戦でステファン・レコと対戦、3-0の判定勝ち。12月13日、準々決勝でアンディ・フグに2RKO負け。
1999年4月25日、K-1 REVENGE '99にてアンディ・フグにリベンジマッチを挑むが4Rタオル投入TKO負け。
1999年10月3日、K-1 GRAND PRIX '99 開幕戦のGP1回戦でサミール・ベナゾーズにKO勝利。12月5日、K-1 GRAND PRIX '99 決勝戦の準々決勝でサム・グレコに判定負け。
2000年8月20日、K-1 WORLD GP 2000 in YOKOHAMAの、GP予選トーナメント 準決勝でシリル・アビディと壮絶な死闘になり技術の差で徐々に有利になるも、アビディの膝で逆転されTKO負け。
2000年12月10日、K-1 WORLD GP 2000 決勝戦にて、GP準々決勝で武蔵に1RKO勝利、準決勝でシリル・アビディに勝利、決勝でアーネスト・ホーストに判定負けし、準優勝となる。
2001年になると、K-1と並行してプロボクシングの試合にも出場するようになる。4月29日、K-1 WORLD GP 2001 in OSAKAのGP予選トーナメント1回戦で、プロボクシングOPBF東洋太平洋クルーザー級王者にして前年にはWBO世界クルーザー級王座に挑戦していたアダム・ワットにパンチで1RKO勝ち。しかし、腰部筋挫傷を起こしたため準決勝をドクターストップによって棄権した。
2001年6月24日、K-1 SURVIVAL 2001 〜K-1 JAPAN GP 開幕戦〜にてレミー・ボンヤスキーのK-1デビュー戦の相手を務め、苦戦を強いられた末に腕と左脛の負傷によって4R終了時にタオル投入TKO負け。
2001年9月2日、プロボクシング6戦目（5戦5勝4KO）で、チェスター・ヒューズ（11勝1敗）との6回戦マッチを行うも、ワンツーからの左フックをまともにもらい腰を落とし、そのまま連打をまとめられてダウン、1R49秒TKO負け。自身のK-1での人気が上昇中ということも手伝い、以後K-1に専念する。
2001年10月8日、K-1 WORLD GP 2001 in FUKUOKAの敗者復活トーナメントBブロック1回戦でミルコ・クロコップと対戦予定だったが、ミルコ欠場により代打出場のマーク・ハントと対戦。両者ともにノーガードで笑顔でパンチをくらいながら殴り合うK-1史上に残る壮絶な死闘の末に3-0の判定勝ち。しかし、試合でのダメージによってセフォーが右目の視力の低下を訴え、ドクターチェックの結果、眼下底骨折の疑いがあり、決勝を棄権した。
2002年3月3日、K-1 WORLD GP 2002 in NAGOYAにてマイク・ベルナルドと対戦し、またしても両者共にノーガードで殴り合う壮絶な死闘を繰り広げ、ダウンを奪われるも2度のダウンを奪い返して5R戦い抜き3-0の判定勝ち。7月14日、K-1 WORLD GP 2002 in FUKUOKAにてK-1 vs. PRIDEの対抗戦としてギルバート・アイブルとK-1ルールで対戦し、右ローキックで2RKO勝ち。
2002年10月5日、K-1 WORLD GP 2002 開幕戦のGP1回戦で、勢いに乗るマーティン・ホルムと対戦し、2-0の僅差判定勝ち。12月7日、K-1 WORLD GP 2002 決勝大会にて準々決勝でピーター・アーツと対戦し、2-1の判定勝ちを収める。僅差であったためこの試合はアーツが優勢だったという声もある。準決勝でアーネスト・ホーストと対戦し、自らが蹴ったローキックをブロックされて脛を骨折し、TKO負けとなった。大会後の会見で「2週間ぐらい前に右足を怪我して、その間まったくキックの練習をしてなくて、今回の試合でもキックを蹴らないように、と考えていたが、自然の流れでパンチとキックのコンビネーションを使わざるをえず、痛めてしまった」とコメントした。
2003年10月11日、K-1 WORLD GP 2003 開幕戦のGP1回戦でカーター・ウィリアムスと対戦。セフォーの眼窩底骨折の疑いで2R途中でドクターストップとなり判定勝利。カーターはローブローに肘打ちと反則を繰り返しイエロー3枚で減点1を取られたのが響いた。12月6日、K-1 WORLD GP 2003 決勝大会の準々決勝で武蔵と対戦。セフォーは試合前の記者会見でも「3週間前に引いた病気が治らず、悪寒がして、体の節々が痛い」と語るほど体調不良を隠しきれないなかで臨み、判定負け。試合後の会見では「前回対戦した3年前よりも武蔵は成長していた。自分の体調が悪かったから武蔵が勝ったわけではなく、武蔵が上達し、可能性のあるいい選手だと理解してほしい。1週間前に欠場を考えたが、ファンをガッカリさせたくないのと、1年間頑張った自分のためにも強行出場した」とコメントした。
2004年8月7日、K-1 WORLD GP 2004 in LAS VEGASにてマービン・イーストマンに1RKO勝ち。ドクターチェックの後、手を合わせようとしたイーストマンにセフォーがラッシュをしかけ、レフェリーが間に入り試合を止めてセフォーの1RKO勝ちとなった。会場はブーイングし、イーストマンは「レフェリーストップが早過ぎる！俺は負けてない」と抗議。その後、不満の溜まったお互いが「まだやり合おう」と挑発し合い、近付いたイーストマンをセフォーが殴ったためリング上でセコンドを巻き込む乱闘となった。
2004年9月25日、K-1 WORLD GP 2004 in TOKYO 開幕戦のGP1回戦で天田ヒロミと対戦し、判定勝利。12月4日、K-1 WORLD GP 2004 決勝戦の準々決勝で武蔵と対戦。僅差の試合となり判定負け。判定に納得の行かないセフォーは控え室に戻る際のインタビューで、「（判定結果は）バカにしてるぜ。」「あいつは俺から逃げてばかりだった。やってられねぇよ！」など声を荒げて判定に不満をぶつけた。
2004年12月31日、K-1 PREMIUM 2004 Dynamite!!でゲーリー・グッドリッジと対戦し、1R0分24秒レフェリーストップでTKO勝ちを収めた。
2005年7月6日、HERO'Sにて総合格闘技ルールに初挑戦し、キム・ミンスにハイキックでKO勝利。
2005年9月23日、K-1 WORLD GP 2005 開幕戦のGP1回戦でガオグライ・ゲーンノラシンと対戦し、ダウンを奪って3-0の判定勝ち。11月19日、K-1 WORLD GP 2005 決勝大会の準々決勝でセーム・シュルトと対戦。髪をバッサリ切り落として決意の坊主頭で試合に臨んだが、3Rにダウンを奪われるなど一方的に攻められ判定負け。試合後、控え室に戻る途中で人目もはばからず悔し涙を流して号泣した。
2006年9月30日、K-1 WORLD GP 2006 開幕戦のGP1回戦でステファン"ブリッツ"レコと対戦、延長判定で敗北し、5年連続東京ドーム（決勝大会）進出はならなかった。12月2日、K-1 WORLD GP 2006 決勝大会のリザーブマッチでメルヴィン・マヌーフに1RKO勝ち。
2007年3月4日、K-1 WORLD GP 2007 IN YOKOHAMAでセーム・シュルトとK-1スーパーヘビー級初代王者決定戦を行う。シュルトへのリベンジに燃えると共に、前年のK-1 WGPでシュルトがK-1の象徴であるバンナ、ホースト、アーツに勝って優勝したこともあって、「俺と共にK-1を支えてきた盟友であるバンナ、ホースト、アーツらのために戦う！」と決意して万全の体調で臨み、1R終了間際にシュルトからダウンを奪ったものの、2R開始直後に踏み込んだ際にカウンターパンチを受けて、失神KO負け。
2007年9月29日、K-1 WORLD GP 2007 IN SEOUL FINAL16のGP1回戦でピーター・アーツと対戦。右ローキックでダウンを奪われ1Rが終了、インターバル終了後セフォーは立ち上がることができず、セコンドからタオルが投入されTKO負け。
2008年2月、DREAMからMMAルールミルコ・クロコップ戦のオファーを受けるも十分な練習時間がないことを理由に断った。しかし、この対戦が同年夏に実現することを視野に入れ、総合格闘技のトレーニングをランディ・クートゥアのジムで再開した。
2008年4月13日、K-1 WORLD GP 2008 IN YOKOHAMAでバダ・ハリと対戦。1Rに3度のダウンを奪われKO負け。
2008年9月27日、K-1 WORLD GP 2008 IN SEOUL FINAL16のGP1回戦でグーカン・サキに僅差の延長の末、判定負け。これで6連敗となった。
2008年12月6日、K-1 WORLD GP 2008 FINALのリザーブファイトでチェ・ホンマンに3-0で判定勝ち。セフォーは終始、ホンマンを圧倒しK-1での連敗を止めた。
2009年になると、選手として現役は続けているものの第一線からは退き、エクストリーム・クートゥア所属のチームメイトや極真会館の選手達、友人であるビクトー・ベウフォートやラシャード・エヴァンスらの打撃トレーナーとしてセコンドに就くことの方が目立つようになる。
9月25日、アメリカ合衆国で行われたStrikeforceの育成大会Strikeforce Challengers 3にて、ケビン・ジョーダンと対戦し北米MMAデビュー。2005年7月のHERO'S以来の総合ルールとなった。1Rはテイクダウンを許すとグラウンドで攻め続けられた。しかし2R早々にジョーダンがタックルをした際に自ら右膝を負傷して自爆。口頭でギブアップをしたため、思わぬ形でセフォーのTKO勝利となった。
2009年12月31日、Dynamite!! 〜勇気のチカラ2009〜にて西島洋介と対戦し、ダウンを奪い判定勝ち。
2010年10月2日、K-1 WORLD GP 2010 IN SEOUL FINAL16に欠場となったルスラン・カラエフの代役として、準備期間の短い急なオファーでタイロン・スポーンと戦い、0-3の判定負けを喫した。
2011年になると、それまでK-1を主催していたFEGが経営不振によって多くのファイターへのファイトマネー未払い問題が表面化し、WORLD GPをはじめとしたK-1の大会の開催予定の目処が全く立たなくなった。セフォーはK-1の未払い問題について、「K-1はまだ俺に70万ドルの未払いがある。俺は最後の試合の後に彼らに『よく聞け。この金が支払われるまでは2度とK-1で試合をしないぞ』と言ったよ。」「訴えたいが、法的手段に出て彼らが破産したら、俺たちには弁護士費用しか残らなくなるから一番困る。」と海外メディアで語り、日本のメディアでも「俺のファイトマネーは（谷川体制のK-1になってから）9年のうち7年間は理由も無く減額されるなどして全額払われることはなく、特にここ4年は未払いが酷く、総額では70万ドル以上になる」と主張している。ただし、谷川はトークイベント「Live Wire」にて格闘技ライターに言及され、多くのファイターに対して未払いがある事を認めたものの、セフォーの主張に対しては、「あれはむかつく。コイツには全部払ってますよ！（原文ママ）」「（これがセフォーと）ピーター・アーツとの大きな差だよね。何も被害がないのに言う人と、被害があるのにじっと耐える方と。訴えればいいじゃん！」と語っている。それを伝え聞いたセフォーは「俺の目の前で言ってみろ！」「もし俺の手元にマグナム45があったら全弾を谷川に撃ち込んでやる！」と激怒し、K-1と決別した。

### 総合格闘技再挑戦・プロレス
2011年2月12日、総合格闘技に転向し、Strikeforce: Fedor vs. Silvaのヘビー級ワールドGPトーナメントのリリザーブマッチでヴァレンタイン・オーフレイムと対戦し、ネッククランクによる一本負けを喫した。
7月10日、アントニオ猪木が主催するプロレス団体IGFに初参戦し、初代IGF王座決定トーナメント1回戦でエリック・ハマーと対戦し、敗れた。
8月27日、INOKI GENOME 〜Super Stars Festival 2011〜にて、プロレス2戦目を行い、モンターニャ・シウバに反則勝ち。
2012年3月10日、クロアチアで開催されたCro Cop Final Fightにてキックボクシングルールでミルコ・クロコップと対戦。お互い大きな決定打はなかったが3R判定で敗れた。
2012年11月3日、ネバダ州ラスベガスでレイ・セフォー自ら社長を務める総合格闘技団体「WSOF」の旗揚げ大会を開催。
2013年8月11日、WSOF 4にて引退試合を行い、デイブ・ハッカバと総合挌闘技ルールで対戦。2Rにセフォーが金網際で攻撃を受け続けるとレフェリーが試合を止めてTKO負けとなった。
2018年6月、正式に現役引退を発表した。

## 戦績

### キックボクシング
| キックボクシング 戦績 | キックボクシング 戦績 | キックボクシング 戦績 | キックボクシング 戦績 | キックボクシング 戦績 | キックボクシング 戦績 | キックボクシング 戦績 |
| --------------------- | --------------------- | --------------------- | --------------------- | --------------------- | --------------------- | --------------------- |
| 79 試合               | (T)KO                 | 判定                  | その他                | 引き分け              | 無効試合              |                       |
| 56 勝                 | 38                    | 18                    | 0                     | 1                     | 0                     |                       |
| 22 敗                 | 11                    | 11                    | 0                     | 1                     | 0                     |                       |

| 勝敗 | 対戦相手                                     | 試合結果                                              | 大会名                                                                                                   | 開催年月日     |
| ×    | ミルコ・クロコップ                           | 3R終了 判定0-3                                        | Cro Cop Final Fight                                                                                      | 2013年3月20日  |
| ×    | タイロン・スポーン                           | 3R終了 判定0-3                                        | K-1 WORLD GP 2010 IN SEOUL FINAL16 【WORLD GP 1回戦】                                                    | 2010年10月2日  |
| ○    | イオヌット・イフティモアイエ                 | 3R終了 判定3-0                                        | K-1 WORLD GP 2010 IN BUCHAREST -EAST EUROPE GP-                                                          | 2010年5月21日  |
| ○    | 西島洋介                                     | 3R終了 判定3-0                                        | Dynamite!! 〜勇気のチカラ2009〜                                                                          | 2009年12月31日 |
| ○    | チェ・ホンマン                               | 3R終了 判定3-0                                        | K-1 WORLD GP 2008 FINAL 【リザーブファイト】                                                             | 2008年12月6日  |
| ×    | グーカン・サキ                               | 延長R終了 判定0-3                                     | K-1 WORLD GP 2008 IN SEOUL FINAL16 【WORLD GP 1回戦】                                                    | 2008年9月27日  |
| ×    | ザビット・サメドフ                           | 延長2R終了 判定1-2                                    | K-1 WORLD GP 2008 IN TAIPEI                                                                              | 2008年7月13日  |
| ×    | バダ・ハリ                                   | 1R 2:43 KO（3ノックダウン：左フック）                 | K-1 WORLD GP 2008 IN YOKOHAMA                                                                            | 2008年4月13日  |
| ×    | ピーター・アーツ                             | 1R終了時 TKO（タオル投入:戦意喪失）                   | K-1 WORLD GP 2007 IN SEOUL FINAL16 【WORLD GP 1回戦】                                                    | 2007年9月29日  |
| ×    | ビヨン・ブレギー                             | 3R終了 判定1-2                                        | K-1 WORLD GP 2007 IN LAS VEGAS                                                                           | 2007年8月11日  |
| ×    | セーム・シュルト                             | 2R 0:26 KO（左ストレート）                            | K-1 WORLD GP 2007 IN YOKOHAMA 【K-1スーパーヘビー級初代王者決定戦】                                      | 2007年3月4日   |
| ○    | メルヴィン・マヌーフ                         | 1R 0:40 KO（右フック）                                | K-1 WORLD GP 2006 in TOKYO 決勝戦 【リザーブファイト】                                                   | 2006年12月2日  |
| ×    | ステファン"ブリッツ"レコ                     | 延長R終了 判定0-3                                     | K-1 WORLD GP 2006 in OSAKA 〜開幕戦〜 【WORLD GP 1回戦】                                                 | 2006年9月30日  |
| ○    | アゼム・マクスタイ                           | 3R 2:02 TKO（レフェリーストップ：バックスピンキック） | K-1 WORLD GP 2006 in LAS VEGAS II                                                                        | 2006年8月12日  |
| ○    | ルスラン・カラエフ                           | 1R 1:42 KO（右フック）                                | K-1 WORLD GP 2006 in SEOUL                                                                               | 2006年6月3日   |
| ○    | フランソワ・"ザ・ホワイトバッファロー"・ボタ | 3R終了 判定3-0                                        | K-1 WORLD GP 2006 in AUCKLAND                                                                            | 2006年3月5日   |
| ×    | セーム・シュルト                             | 3R終了 判定0-3                                        | K-1 WORLD GP 2005 in TOKYO 決勝戦 【WORLD GP 準々決勝】                                                  | 2005年11月19日 |
| ○    | ガオグライ・ゲーンノラシン                   | 3R終了 判定3-0                                        | K-1 WORLD GP 2005 in OSAKA 開幕戦 【WORLD GP 1回戦】                                                     | 2005年9月23日  |
| ○    | ルスラン・カラエフ                           | 1R 0:37 TKO（タオル投入：右フック）                   | K-1 WORLD GP 2005 in HIROSHIMA TSS開局30周年記念                                                         | 2005年6月14日  |
| ○    | ゲーリー・グッドリッジ                       | 1R 0:24 TKO（レフェリーストップ：右フック）           | K-1 PREMIUM 2004 Dynamite!!                                                                              | 2004年12月31日 |
| ×    | 武蔵                                         | 延長R終了 判定0-3                                     | K-1 WORLD GP 2004 決勝戦 【WORLD GP 準々決勝】                                                           | 2004年12月4日  |
| ○    | 天田ヒロミ                                   | 3R終了 判定3-0                                        | K-1 WORLD GP 2004 in TOKYO 開幕戦 【WORLD GP 1回戦】                                                     | 2004年9月25日  |
| ○    | マービン・イーストマン                       | 1R 1:32 TKO（レフェリーストップ：右ストレート）       | K-1 WORLD GP 2004 in LAS VEGAS                                                                           | 2004年8月7日   |
| ○    | ボブ・サップ                                 | 2R 0:29 KO（右ボディブロー）                          | K-1 BEAST 2004 in 静岡K-1 BEAST 2004 in 静岡 〜JAPAN GP決勝トーナメント〜                                | 2004年6月26日  |
| ×    | 武蔵                                         | 3R終了 判定0-2                                        | K-1 WORLD GP 2003 決勝戦 【WORLD GP 準々決勝】                                                           | 2003年12月6日  |
| ○    | カーター・ウィリアムス                       | 2R 1:54 判定2-0                                       | K-1 WORLD GP 2003 開幕戦 ALL STARS 【WORLD GP 1回戦】                                                    | 2003年10月11日 |
| ○    | 富平辰文                                     | 5R 2:15 TKO（タオル投入:パンチ連打）                  | K-1 WORLD GP in FUKUOKA                                                                                  | 2003年7月13日  |
| ○    | ペレ・リード                                 | 3R 1:15 TKO（タオル投入:パンチ連打）                  | K-1 WORLD GP 2003 in SAITAMA                                                                             | 2003年3月30日  |
| ×    | アーネスト・ホースト                         | 1R 1:49 KO（右ローキックのブロック）                  | K-1 WORLD GP 2002 決勝戦 【WORLD GP 準決勝】                                                             | 2002年12月7日  |
| ○    | ピーター・アーツ                             | 3R終了 判定2-1                                        | K-1 WORLD GP 2002 決勝戦 【WORLD GP 準々決勝】                                                           | 2002年12月7日  |
| ○    | マーティン・ホルム                           | 3R終了 判定2-0                                        | K-1 WORLD GP 2002 開幕戦 【WORLD GP 1回戦】                                                              | 2002年10月5日  |
| ○    | ギルバート・アイブル                         | 2R 2:07 KO（右ローキック）                            | K-1 WORLD GP 2002 in FUKUOKA                                                                             | 2002年7月14日  |
| ○    | ジュリオ・セザール・サンタナ                 | 1R 0:37 KO（右フック）                                | K-1 SURVIVAL 2002 〜富山初上陸〜                                                                         | 2002年6月2日   |
| ○    | マイク・ベルナルド                           | 5R終了 判定3-0                                        | K-1 WORLD GP 2002 in NAGOYA                                                                              | 2002年3月3日   |
| ○    | マーク・ハント                               | 3R 判定3-0                                            | K-1 WORLD GP 2001 in FUKUOKA 【敗者復活戦 Bブロック1回戦】                                               | 2001年10月8日  |
| ×    | レミー・ボンヤスキー                         | 4R終了時 TKO（タオル投入:左脛負傷）                   | K-1 SURVIVAL 2001 〜K-1 JAPAN GP 開幕戦〜                                                                | 2001年6月24日  |
| ○    | アダム・ワット                               | 1R 2:20 KO（右フック）                                | K-1 WORLD GP 2001 in OSAKA 〜K-1 WORLD GP 2001 決勝予選トーナメント開幕戦〜 【GP予選トーナメント 1回戦】 | 2001年4月29日  |
| ○    | マイケル・マクドナルド                       | 1R 1:56 KO（右フック）                                | K-1 GLADIATORS 2001                                                                                      | 2001年3月17日  |
| ×    | アーネスト・ホースト                         | 3R終了 判定0-3                                        | K-1 WORLD GP 2000 決勝戦 【WORLD GP 決勝】                                                               | 2000年12月10日 |
| ○    | シリル・アビディ                             | 1R 1:45 KO（2ノックダウン：フック連打）               | K-1 WORLD GP 2000 決勝戦 【WORLD GP 準決勝】                                                             | 2000年12月10日 |
| ○    | 武蔵                                         | 1R 1:38 KO（2ノックダウン：フック連打）               | K-1 WORLD GP 2000 決勝戦 【WORLD GP 準々決勝】                                                           | 2000年12月10日 |
| ×    | シリル・アビディ                             | 2R終了時 TKO（タオル投入）                            | K-1 WORLD GP 2000 in YOKOHAMA 【GP予選トーナメント 準決勝】                                              | 2000年8月20日  |
| ○    | フランク・オットー                           | 1R 2:24 KO（右ローキック）                            | K-1 WORLD GP 2000 in YOKOHAMA 【GP予選トーナメント 1回戦】                                               | 2000年8月20日  |
| ×    | ピーター・アーツ                             | 3R 2:24 KO（右ローキック）                            | K-1 THE MILLENNIUM                                                                                       | 2000年4月23日  |
| ×    | サム・グレコ                                 | 3R終了 判定0-3                                        | K-1 GRAND PRIX '99 決勝戦 【GRAND PRIX 準々決勝】                                                        | 1999年12月5日  |
| ○    | サミール・ベナゾーズ                         | 1R 2:14 KO（3ノックダウン：右ローキック）             | K-1 GRAND PRIX '99 開幕戦 【GRAND PRIX 1回戦】                                                           | 1999年10月3日  |
| ○    | ジム・ミューレン                             | 2R 0:45 KO（右フック）                                | K-1 SURVIVAL '99                                                                                         | 1999年6月6日   |
| ×    | アンディ・フグ                               | 4R終了時 TKO（タオル投入）                            | K-1 REVENGE '99                                                                                          | 1999年4月25日  |
| ×    | アンディ・フグ                               | 2R 2:28 KO（2ノックダウン：右ストレート）             | K-1 GRAND PRIX '98 決勝戦 【GRAND PRIX 準々決勝】                                                        | 1998年12月13日 |
| ○    | ステファン"ブリッツ"レコ                     | 5R終了 判定3-0                                        | K-1 GRAND PRIX '98 開幕戦 【GRAND PRIX 1回戦】                                                           | 1998年9月27日  |
| ×    | マット・スケルトン                           | 2R終了時 TKO（タオル投入:右脛負傷）                   | K-1 BRAVES '98                                                                                           | 1998年5月24日  |
| △    | フランシスコ・フィリォ                       | 5R終了 判定1-1                                        | K-1 KINGS '98                                                                                            | 1998年4月9日   |
| ○    | ステファン・レヴェヨン                       | 2R KO                                                 | ISKAキックボクシング                                                                                     | 1998年1月23日  |
| ○    | ジャン＝クロード・リビエール                 | 7R終了 判定3-0                                        | K-1 DREAM '97 【WKBA世界スーパーヘビー級王座決定戦】                                                     | 1997年7月20日  |
| ○    | ジェロム・レ・バンナ                         | 1R 1:13 TKO（右フック）                               | K-1 BRAVES '97                                                                                           | 1997年4月29日  |
| ○    | ピーター・マエストロビッチ                   | 4R 1:36 TKO（右ボディフック）                         | K-1 KINGS '97                                                                                            | 1997年3月16日  |
| ×    | アーネスト・ホースト                         | 4R 0:25 TKO（タオル投入:右ローキック）                | K-1 HERCULES '96                                                                                         | 1996年12月8日  |
| ○    | カークウッド・ウォーカー                     | KO                                                    | | 1996年9月9日   |
| ○    | リー・スワメイ                               | KO                                                    | New Zealand vs England                                                                                   | 1996年8月1日   |
| ○    | アンドレ・マナート                           | 4R KO                                                 | NZ - AUS - HOL                                                                                           | 1996年2月25日  |
| ○    | マイケル・マクドナルド                       | 3R KO（右フック）                                     | | 1995年8月25日  |
| ○    | ロブ・マーティン                             | 1R KO（左フック）                                     | | 1995年4月27日  |

### 総合格闘技
| 総合格闘技 戦績 | 総合格闘技 戦績 | 総合格闘技 戦績 | 総合格闘技 戦績 | 総合格闘技 戦績 | 総合格闘技 戦績 | 総合格闘技 戦績 |
| --------------- | --------------- | --------------- | --------------- | --------------- | --------------- | --------------- |
| 4 試合          | (T)KO           | 一本            | 判定            | その他          | 引き分け        | 無効試合        |
| 2 勝            | 1               | 0               | 0               | 1               | 0               | 0               |
| 2 敗            | 1               | 1               | 0               | 0               | 0               | 0               |

| 勝敗 | 対戦相手                     | 試合結果                          | 大会名                                                                                  | 開催年月日    |
| ×    | デイブ・ハッカバ             | 2R 4:32 TKO（スタンドパンチ連打） | WSOF 4: Spong vs. DeAnda                                                                | 2013年8月11日 |
| ×    | ヴァレンタイン・オーフレイム | 1R 1:37 ネッククランク            | Strikeforce: Fedor vs. Silva 【ワールドグランプリ ヘビー級トーナメント リザーブマッチ】 | 2011年2月12日 |
| ○    | ケビン・ジョーダン           | 2R 0:24 ギブアップ（右膝の負傷）  | Strikeforce Challenger 3                                                                | 2009年9月25日 |
| ○    | キム・ミンス                 | 2R 0:30 KO（右ハイキック）        | HERO’S 2005 ミドル級世界最強王者決定トーナメント開幕戦                                  | 2005年7月6日  |

### プロボクシング
| プロボクシング 戦績 | プロボクシング 戦績 | プロボクシング 戦績 | プロボクシング 戦績 | プロボクシング 戦績 | プロボクシング 戦績 | プロボクシング 戦績 |
| ------------------- | ------------------- | ------------------- | ------------------- | ------------------- | ------------------- | ------------------- |
| 6 試合              | (T)KO               | 判定                | その他              | 引き分け            | 無効試合            |                     |
| 5 勝                | 4                   | 1                   | 0                   | 0                   | 0                   |                     |
| 1 敗                | 1                   | 0                   | 0                   | 0                   | 0                   |                     |

| 戦           | 日付           | 勝敗 | 時間    | 内容 | 対戦相手               | 国籍             | 備考       |
| ------------ | -------------- | ---- | ------- | ---- | ---------------------- | ---------------- | ---------- |
| 6            | 2001年9月2日   | 負   | 1R 0:44 | TKO  | チェスター・ヒューズ   | アメリカ         | -          |
| 5            | 2001年6月3日   | 勝利 | 1R 0:50 | TKO  | ジョー・レンハート     | アメリカ         | -          |
| 4            | 2001年2月11日  | 勝利 | 1R 0:51 | TKO  | スティーブ・グリフィン | アメリカ         | -          |
| 3            | 1996年5月10日  | 勝利 | 3R      | TKO  | ニッキー・ファーマタ   | ニュージーランド | -          |
| 2            | 1995年3月16日  | 勝利 | 4R      | 判定 | ポール・ベイカー       | ニュージーランド | -          |
| 1            | 1994年11月24日 | 勝利 | 1R      | TKO  | アレックス・カトゥー   | ニュージーランド | デビュー戦 |
| テンプレート |                |      |         |      |                        |                  |            |

## 獲得タイトル
- WMTF世界ライトヘビー級王座（1995年）
- ISKA世界クルーザー級王座（1995年）
- ISKA世界スーパークルーザー級王座（1996年）
- WMTF世界ヘビー級王座（1996年）
- WKBF世界スーパーヘビー級王座（1997年）
- WKBA世界スーパーヘビー級王座（1997年）
- K-1 WORLD GP 2000 準優勝（2000年）

## ファイトスタイル
ブーメランフックと呼ばれる死角から飛んでくるフックをフィニッシュブローとする。決まるのは特にカウンターが多い。ちなみに「ブーメランフック」という異名は、セフォーの強烈なフックを見た格闘技通信の記者が、漫画リングにかけろの主人公・高嶺竜児の必殺技であるブーメランフックを重ね合わせて記事を書いて以来、セフォーの必殺技として定着した。
対戦相手が連打もしくはキレのある攻撃をすると、「フッー!!」と声を上げ、とにかく嬉しそうに笑顔を作ると「もっと打って来い」といわんばかりに挑発する。余裕のあるとき、もしくは追いつめられた時、このいずれかの場合にノーガード戦法に入ることが多い（このノーガードは1998年の対フランシスコ・フィリォ戦で初披露された）。

## 人物
- 長年K-1で戦ってきたライバル達への尊敬心は高く、自宅にはジェロム・レ・バンナ、ピーター・アーツ、アーネスト・ホースト、レミー・ボンヤスキー、アンディ・フグらの写真が飾られている。
- スティーヴン・セガールやジャッキー・チェンなどのアクションスターのファンでもあり、将来はムービースターになるのが彼の夢である。2004年12月に公開された日本映画「ゴジラ FINAL WARS」でスクリーンデビューした。
- 2009年からはHDNetで放送されるK-1海外中継のテレビ解説者を務めることも多かった。
- 子供の頃は喧嘩に明け暮れており、プロのファイターとなった後も血の気の多い一面を見せることがある。マービン・イーストマン戦では1RKO勝利を収めたが、レフェリーストップの速さに不満を抱いたイーストマンが、試合後のリング上で握手を求めてきたセフォーを挑発すると、キレたセフォーがその場で殴りかかる大乱闘に発展した。
- 日本では長年に渡って「南海の黒豹」という異名で呼ばれていたが、セフォー本人はそのことを2011年になるまで知らなかった。

## 出演作品
- 映画『ゴジラ FINAL WARS』 - グレン 役[1]

### 戦績
- K-1 選手データ - ウェイバックマシン（2011年1月3日アーカイブ分）
- DREAM 選手データ
- HERO'S 選手データ
- レイ・セフォーの戦績 - BoxRec（英語）
- レイ・セフォーの戦績 - SHERDOG（英語）